# ارانینباوم-وورلیتس
شهر ارانینباوم-وورلیتس (به آلمانی: Oranienbaum-Wörlitz) در ایالت زاکسن-آنهالت در کشور آلمان واقع شده‌است.